# Tyler Hill

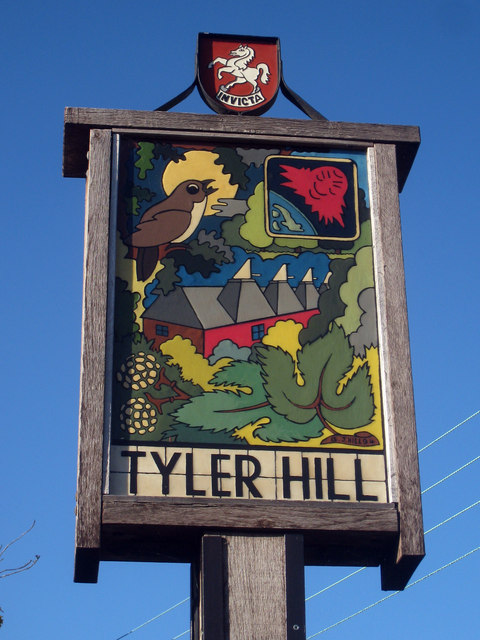
Panneau d'entrée du village

Tyler Hill est un petit village à la périphérie nord de Canterbury, et situé dans la paroisse de Hackington dans le comté du Kent. Il est principalement un village dortoir pour la ville de Canterbury et à proximité de l'université du Kent. Le village a un pub, le Ivy House et il est noté au niveau local pour ses célébrations du Bonfire Night.